# Sobennikoffia fournieriana
Sobennikoffia fournieriana är en orkidéart som först beskrevs av Friedrich Fritz Wilhelm Ludwig Kraenzlin, och fick sitt nu gällande namn av Rudolf Schlechter. Sobennikoffia fournieriana ingår i släktet Sobennikoffia och familjen orkidéer.
Artens utbredningsområde är Madagaskar. Inga underarter finns listade i Catalogue of Life.